# Anton Szerhijovics Kravcsenko
Anton Szerhijovics Kravcsenko (ukránul: Кравченко Антон Сергійович ; Dnyipropetrovszk, 1991. március 23. –) ukrán utánpótlás-válogatott labdarúgó, jelenleg a Kisvárda játékosa.

## Pályafutása

### Klubcsapatokban
Hologyuk 2007 és 2012 között az ukrán Dnyipro Dnyipropetrovszk játékosa volt, azonban tétmérkőzésen nem lépett pályára. Számos kisebb ukrán csapatban megfordult, 2018-ban a török élvonalbeli Kardemir Karabükspor játékosa volt. 2019 januárja óta a Kisvárda játékosa.

### A válogatottban
Többszörös ukrán utánpótlás-válogatott labdarúgó.

## Sikerei, díjai

### Klubcsapatokban
Stal Kamianske
- Az ukrán első liga ezüstérmese: 2014–15

 Kisvárda
- Magyar labdarúgó-bajnokság ezüstérmes: 2021–22